# Die Mauer steht am Rhein
Die Mauer steht am Rhein. Deutschland nach dem Sieg des Sozialismus ist ein alternativgeschichtlicher Roman des Schriftstellers Christian von Ditfurth, in dem eine umgekehrte Wiedervereinigung Deutschlands und deren Folgen beschrieben wird. Er erschien 1999 im Verlag Kiepenheuer & Witsch.

## Handlung
Die fiktionale Realität dieses Romans beginnt zeitlich kurz vor der Wende in der DDR (etwa um 1987) und fängt dann an, zunächst ganz sacht, von den historischen Fakten abzuweichen. Der Roman ist aus der Sicht eines westdeutschen Ex-Sportreporters der Rheinischen Post geschrieben, der aufgrund der politischen Umstände im neuen Deutschland ins Schweizer Exil gegangen ist und die Ereignisse rückblickend betrachtet. Das Werk wird als ein Buch dargestellt, das besagter Redakteur im Exil verfasst, um die Menschen in der westlichen Welt auf die Zustände in Deutschland aufmerksam zu machen.
1988 wird der sowjetische Politiker Gorbatschow, der die Sowjetunion reformieren wollte, durch Stalinisten gestürzt, der Kalte Krieg wird nicht beendet. Die Sowjetunion stemmt sich so dem Aufrüstungskurs der NATO entgegen und verlangt, verpackt in einer Drohkulisse, eine neue, endgültige Sicherheitsarchitektur.
Um es nicht zu einem größeren Krieg kommen zu lassen, geben die Vereinigten Staaten, Großbritannien und Frankreich den sowjetischen Forderungen nach und unterzeichnen den sogenannten Genfer Vertrag, der die beiden deutschen Staaten zur Wiedervereinigung in Form einer Föderation verpflichtet und die Überwachung des Vereinigungsprozesses der Sowjetunion überträgt, die dazu in Westdeutschland Truppen stationieren darf, während die Westalliierten ihre Soldaten von dort abziehen müssen.
Deutschland wird nach den Verhandlungen von BRD und DDR schließlich am 3. Oktober 1990 wiedervereinigt und erhält den neuen Namen „Demokratische Republik Deutschland“ (DRD). Die Staatsform der Föderation soll zunächst die Systeme der beiden Staaten weiter unangetastet lassen, allmählich müssen aber mehr und mehr Kompetenzen an die Zentralregierung abgegeben werden.
In den drei Jahren nach der Vereinigung findet ein immenser politischer, wirtschaftlicher und gesellschaftlicher Wandel in der ehemaligen BRD statt. Unter dem Vorwand, „staatsfeindliche Aktivität“ und die Kriminalität zu bekämpfen, wird die Parteispitze der Grünen inhaftiert und die Grenze der DRD befestigt. Nach und nach erreicht die DDR-Führungsriege durch subversive Aktivitäten die Aushöhlung des politischen Systems Westdeutschlands. Als die meisten ehemaligen Spitzen der großen westdeutschen Parteien inhaftiert oder emigriert sind, werden diese zum Anschluss an den Demokratischen Block gedrängt. 1992 verstaatlicht die nun von der DDR dominierte Regierung schlagartig das Bankwesen und die großen Unternehmen, was eine massive Wirtschaftskrise auslöst. Bereits zuvor sind viele Menschen emigriert oder wurden aufgrund von Widerstand gegen die neuen Machthaber in neue Internierungslager gebracht. Trotz aller Maßnahmen kommt es schließlich im April 1993 in Westdeutschland zu einem Aufstand, der von den sowjetischen Besatzungstruppen blutig niedergeschlagen wird. Die sogenannte Aprilkrise führt zu einer Verschärfung der Unterdrückungsmaßnahmen, zwingt jedoch auch Erich Honecker zum Rücktritt.
Schließlich kann die Regierung die Wiedervereinigung in jeder Hinsicht vollenden. Die SPD geht Ende 1994 in der SED auf, nachdem sich die übrigen westdeutschen Parteien bereits dem „Demokratischen Block“ angeschlossen haben. Danach werden die Bundesländer aufgelöst und durch Bezirke ersetzt. Zum Zeitpunkt der Feiern des 10. Jahrestages der Einheit ist das politische, wirtschaftliche und gesellschaftliche System der DDR praktisch vollständig auf die ehemalige BRD übertragen. Jedoch wurde der Wandel nicht nur von DDR-Größen vorangetrieben; auch ehemalige Angehörige westdeutscher Parteien wie Peter Boenisch als Informationsminister oder Karsten D. Voigt als Ministerpräsident gehören der Regierung des vereinigten Deutschland an.

## Kritiken, Pressestimmen
„Eine atemberaubende Lektüre“

„Gott sei Dank nur ein Albtraum. Aber was für einer!“

„[…]Von Ditfurth stellt in diesem Roman unter Beweis, dass er sein Handwerk sowohl als Historiker wie auch als Schriftsteller versteht. Seine Utopie lebt von der Phantasie, ist aber immer gut untermauert durch reale historische Entwicklungslinien. Sein Schreibstil findet genau das richtige Maß zwischen nüchterner Beschreibung des fiktiven Staates und Satire. Auf seine ganz spezielle Art ist 'Die Mauer steht am Rhein' der Roman zur deutschen Einheit - die realsozialistische Alternative zu Thomas Brussig.“

## Personen
Im Buch werden – neben völlig fiktiven – eine Reihe von Protagonisten mit den Namen von Personen ausgestattet, die in der jüngeren deutschen Geschichte politisch aktiv waren bzw. es heute noch sind, wie beispielsweise Erich Honecker, Helmut Kohl, Wolfgang Schäuble, Joschka Fischer, Gerhard Schröder, Oskar Lafontaine, Jürgen Möllemann etc.

## Ausgaben
- Christian v. Ditfurth: Die Mauer steht am Rhein. Deutschland nach dem Sieg des Sozialismus. Köln, Kiepenheuer & Witsch 1999, ISBN 3-462-02844-8
  - Vollständige Taschenbuchausgabe: Knaur, München 2000, ISBN 3-426-61805-2
  - Unveränderte Neuausgabe: Kiepenheuer & Witsch, Köln 2006, ISBN 3-462-60004-4; Paperback ebd. 2009, ISBN 978-3-462-04093-7